# Tetsuya Harada

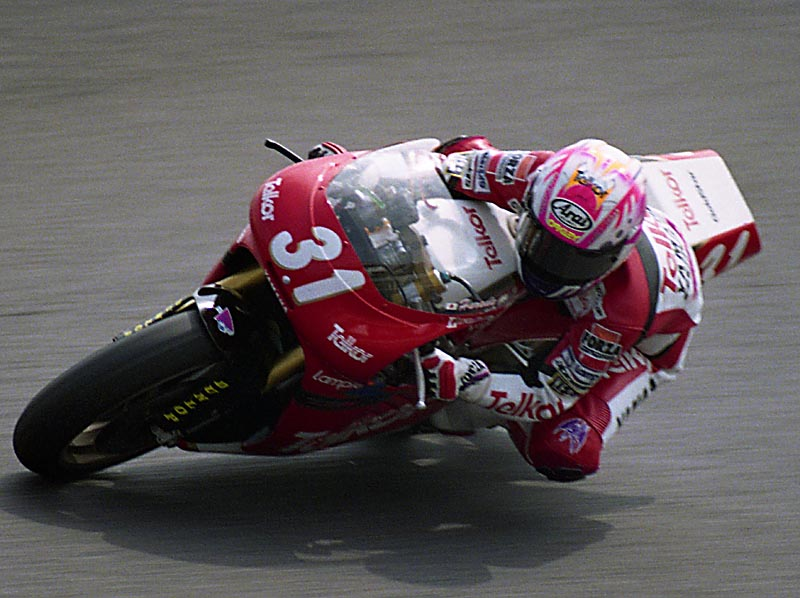
Tetsuya Harada, Japans GP 1993

Tetsuya Harada, född 14 juni 1970, är en före detta japansk roadracingförare aktiv i VM 1990–2002. Harada vann VM-titeln i 250GP 1993. Även 1998 var han nära att bli världsmästare, men blev avknuffad av Loris Capirossi i sista kurvan i Argentinas Grand Prix, vilket innebar att Capirossi blev mästare och Harada trea. Harada blev även tvåa i 250-klassen 1995 och 2001. Han provade på 500-klassen 1999 och 200 med en tredjeplats som bästa GP-resultat och avslutade 2002 i MotoGp med en tvåtaktsmotrcykel som ej var konkurrenskraftig. Harada tog 17 segrar under sin karriär, samtliga i 250GP.

## Segrar 250GP
| Nummer | Grand Prix     | År   |
| ------ | -------------- | ---- |
| 1      | Australien     | 1993 |
| 2      | Japan          | 1993 |
| 3      | Spanien        | 1993 |
| 4      | FIM Grand Prix | 1993 |
| 5      | Spanien        | 1995 |
| 6      | Indonesien     | 1996 |
| 7      | Frankrike      | 1997 |
| 8      | Holland        | 1997 |
| 9      | Tyskland       | 1997 |
| 10     | Malaysia       | 1998 |
| 11     | Frankrike      | 1998 |
| 12     | Madrid         | 1998 |
| 13     | Tyskland       | 1998 |
| 14     | Tjeckien       | 1998 |
| 15     | Italien        | 2001 |
| 16     | Tjeckien       | 2001 |
| 17     | Pacific        | 2001 |